# 880
Раннє Середньовіччя •  Епоха вікінгів •  Золота доба ісламу •  Реконкіста

## Геополітична ситуація
У Візантії триває правління Василя I Македонянина. Володіння Каролінгів займають значну частину Європи, але реальна влада належить уже не королям, а грандам. Північ Італії належить Італійському королівству під владою франків, середню частину займає Папська область, герцогства на південь від Римської області незалежні, деякі області на півночі та на півдні належать Візантії, інші окупували сарацини. Піренейський півострів, окрім Королівства Астурія та Іспанської марки, займає Кордовський емірат. Північну частину Англії захопили дани, на півдні править Вессекс. Існують слов'янські держави: Перше Болгарське царство, Велика Моравія, Приморська Хорватія.
Аббасидський халіфат очолює аль-Мутамід, халіфат втрачає свою могутність. У Китаї править династія Тан. Значними державами Індії є Пала, Пратіхара, Чола. В Японії триває період Хей'ан. На північ від Каспійського та Азовського морів існує Хозарський каганат. Територію на північ від Китаю захопили єнісейські киргизи.
На території лісостепової України в IX столітті літописці згадують слов'янські племена білих хорватів, бужан, волинян, деревлян, дулібів, полян, сіверян, тиверців, уличів. У Північному Причорномор'ї співіснують різні кочові племена, зокрема булгари, хозари, алани, тюрки, угри, кримські готи. Херсонес Таврійський належить Візантії. У Києві правлять Аскольд і Дір.

## Події

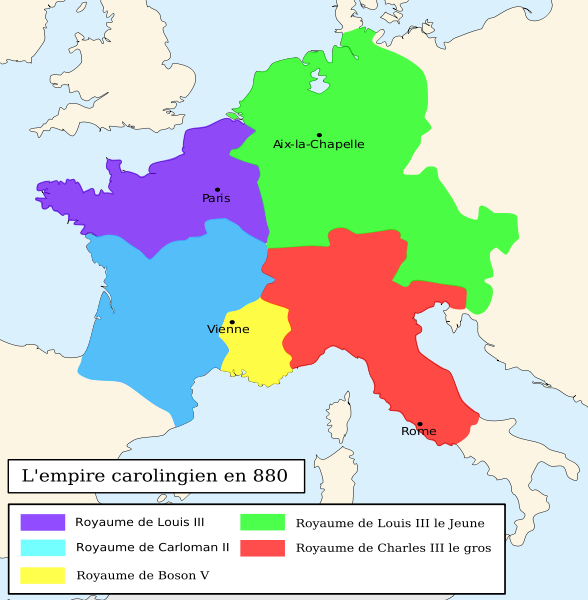
Каролінзька імперія станом на 880 рік

- Слов'янська мова була затверджена папською буллою Industriae Tuae як четверта мова церковної літургії поряд із гебрейською, грецькою і латиною.
- Завершився Собор 879-880 років, який православна церква розглядає як частину Четвертого Константинопольського собору. Собор реабілітував константинопольського патріарха Фотія.
- Карла Товстого короновано королем Італії.
- Рібмонський договір встановив кордони між Західним та Східним Франкськими королівствами.
- Королі Людовик III та Карломан II розділили між собою Західне Франкське королівство: Людовик отримав Нейстрію, Карломан — Аквітанію та Бургундію. Потім вони взяли в облогу В'єнн, де засів Бозон В'єннський, який проголосив себе королем Бургундії та Провансу.
- Після смерті брата в битві з вікінгами герцогом Саксонії став Оттон I.
- Візантійський флот відновив контроль над володіннями імперії на півдні Італії. Проте Неаполь уклав союз проти Візантії з сарацинами.
- У Китаї повстанці на чолі з Хуан Чао розграбували Лоян, а потім Чан'ань.